# 2009年4月逝世人物列表
2009年逝世人物列表：1月 - 2月 - 3月 - 4月 - 5月 - 6月 - 7月 - 8月 - 9月 - 10月 - 11月 - 12月
2009年4月逝世人物列表，是用於匯總2009年4月期間逝世人物的列表。

## 依日期排序

### 1日
- 阿恩·安德森，91歲，瑞典中長跑運動員，前世界紀錄保持者（1500米）。[1]
- 翁貝托·貝蒂，87歲，義大利羅馬天主教主教，自2007年起擔任莫德斯托和克雷森齊奧聖維托紅衣主教。[2]
- 約翰·布蘭肯奇普，89歲，美國教育家、戲劇導演和設計師，在短暫生病後。[3]
- 保羅·迪恩，哈普特裡男爵，84歲，英國政治家，下議院副議長（1982-1992）。[4]
- 瑪格麗塔·埃爾金斯，78歲，澳大利亞女中音，癌症。[5]
- 杜安·賈維斯，51歲，美國吉他手和創作歌手，結腸癌。[6]
- 馬塞爾·馬庫林，72歲，克羅埃西亞奧運體操運動員。[7]
- 馬科斯·莫辛斯基，88歲，烏克蘭出生的墨西哥物理學家。[8]
- 丹尼爾·約瑟夫·奧赫恩，78歲，美國法學家，新澤西州最高法院法官（1981-2000），黑色素瘤。[9]
- 伊萊恩·坎西拉·奧爾巴赫，69歲，美國女演員，傑里·奧爾巴赫的妻子，肺炎。[10]
- 盧·佩里曼，67歲，美國演員（《惡作劇》、《藍調兄弟》、《男孩不哭》）被刺傷。[11]
- 米格爾·安赫爾·蘇亞雷斯，69歲，波多黎各演員，食道癌。[12]
- 伊恩·汤姆林森，47歲，英國行人，據稱在2009年G-20倫敦峰會抗議活動中被員警襲擊，腹部出血。[13]

### 2日
- 古拉姆·穆罕默德·俾路支，50歲，巴基斯坦政治家。[14]
- Ev Faunce，82歲，美式橄欖球運動員和教練。[15]
- 古托姆·漢森，88歲，挪威政治家，議會議長（1973-1981）。[16]
- 泰姬·穆罕默德·賈馬利，70歲，巴基斯坦政治家，俾路支省首席部長（1990-1993）。[17]
- Albert Sanschagrin，97歲，加拿大聖亞森特主教（1967-1979）。[18]
- 巴德·尚克，82歲，美國中音薩克斯管演奏家，肺衰竭。[19]
- 弗蘭克·斯普林格，79歲，美國漫畫家，前列腺癌。[20]
- 安德魯·施泰納，100歲，捷克斯洛伐克裔美國建築師，大屠殺期間的猶太抵抗組織成員。[21]

### 3日
- 肯·安德森，33歲，美式橄欖球運動員（芝加哥熊隊），心臟病發作。[22]
- 詹姆斯·博斯韋爾二世，86歲，美國商人，自然原因。[23]
- 湯瑪斯·佈雷登，92歲，美國記者和作家（《八歲就夠了》），心臟驟停。[24]
- 伊娃·埃夫多基莫娃，60歲，瑞士出生的美國芭蕾舞演員，癌症併發症。[25]
- 查理·甘迺迪，81歲，美國中音薩克斯管演奏家，肺部疾病。[26]
- 約翰·金，55歲，美國尤克里里演奏家，心臟病發作。[27]
- 維克多·米蘭，89歲，美國演員和戲劇教授。[28]
- 阿列克謝·帕什奇科夫，54歲，俄羅斯詩人。[29]
- Crodowaldo Pavan，89歲，巴西生物學家和遺傳學家，多器官功能障礙綜合征和癌症。[30]
- 湯姆·史密斯，88歲，英國化妝師。[31]
- 傑羅姆·沃爾迪，84歲，美國政治家，加利福尼亞州眾議員（1966-1975）。[32]

### 4日
- 特雷弗·布爾，64歲，英國奧運自行車運動員。[33]
- Jobie Dajka，27歲，澳大利亞場地自行車運動員，2002年凱林世界冠軍。[34]
- 阿德里亞諾·德利多·恩佩拉多，82歲，美國武術家（kajukenbo）。[35]
- 瑪克辛·庫珀·貢伯格，84歲，美國女演員（Kiss Me Deadly），自然原因[36]
- 內瑟伍德·休斯，108歲，第一次世界大戰的英國倒數第四位老兵。[37]
- 喬迪·麥克雷，74歲，美國演員，喬爾·麥克雷和法蘭西斯·迪的兒子，心臟驟停。[38]
- 貢薩洛·奧拉夫，25歲，智利演員，摩托車事故。[39]
- I. Herbert Scheinberg，89歲，美國醫生，肺炎。[40]
- Nelly Sindayen，59歲，菲律賓記者，《時代》雜誌駐馬尼拉記者，糖尿病中風併發症。[41]
- 塞西爾·斯科特內斯，82歲，南非藝術家，肺炎。[42]
- Armand Tanny，90歲，美國健美運動員，自然原因。[43]
- 馬文·韋伯斯特，56歲，美國籃球運動員（西雅圖超音速隊），自然原因。[44]

### 5日
- 沃特·巴倫德雷赫特，43歲，荷蘭電影製片人，心力衰竭。[45]
- 蓋伊·布朗，72歲，加拿大政治家，新斯科舍省斯普林希爾市市長（2004-2008），長期患病。[46]
- 湯瑪斯·伯恩，86歲，美國政治家，明尼蘇達州聖保羅市市長（1966-1970），癌症。[47]
- Tony D，42歲，美國嘻哈DJ和音樂家，車禍。[48]
- 邁克爾·吉丁斯，88歲，英國空軍元帥。[49]
- I. J. Good，92歲，英國數學家、統計學家和密碼學家，自然原因。[50]
- 尼爾·麥考密克，67歲，英國法學家和蘇格蘭民族主義政治家，癌症。[51]
- 阿爾弗雷多·瑪律卡諾，62歲，委內瑞拉前WBA世界超羽量級（青少年羽量級）冠軍拳擊手。[52]
- 羅科·莫拉比托，88歲，美國普利策獎得主。[53]
- 南希·奧弗頓，83歲，美國流行歌手，食道癌。[54]
- 康斯坦丁·帕帕達基斯，63歲，希臘出生的美國德雷塞爾大學校長，肺癌併發症。[55]
- 威廉·托賓，83歲，美國記者，食道癌。[56]
- George Tribe，88歲，澳大利亞板球運動員。[57]
- 奧勒·加布里埃爾·尤蘭德，78歲，挪威政治家。[58]
- 大衛·惠特利，59歲，英國影視導演，長期患病。[59]

### 6日
- 阿桑（本名黃嬿璘），34歲，臺灣女歌手，成名曲《葉子》。死於乳癌。[60][61]
- 史蒂夫·坎農，81歲，美國廣播名人（WCCO），癌症。[62]
- J. M. S. Careless，90歲，加拿大歷史學家。.[63]
- 路易吉·卡索拉，87歲，義大利自行車運動員。[64]
- 德懷特·克蘭德爾，86歲，美國火山學家，死於心臟病發。[65]
- 多蘿西·卡爾曼，91歲，美國慈善家，死於腦損傷併發症。[66]
- Russell E. Dunham，89歲，美國退伍軍人，榮譽勳章獲得者，心力衰竭。[67]
- 雅克·胡斯汀，69歲，比利時創作歌手。[68]
- 肖恩·麥凱，26歲，澳大利亞橄欖球聯盟球員（Brumbies），車禍后死於心臟驟停。[69]
- 艾薇·馬特塞佩-卡薩布里，71歲，南非交通部長（自1999年起）和代理總統（2008年），自然原因。[70]
- 安傑伊·斯特爾馬卓斯基，84歲，波蘭學者和政治家。[71]
- Mari Trini，61歲，西班牙流行歌手和女演員。[72]
- 斯韋特蘭娜·烏爾馬索娃，56歲，烏茲別克運動員。[73]
- 達穆雷·齊卡，85歲，尼日電影演員和傳統治療師，死於長期病患。[74]

### 7日
- 戴夫·阿內森，61歲，美國遊戲設計師，《龍與地下城》的共同創作者，癌症。[75]
- 撒母耳·比爾，97歲，美國學者，英國政府專家。[76]
- Raja Chelliah，86歲，印度經濟學家，馬德拉斯經濟學院創始人，短暫生病後。[77]
- 斯坦利·賈基，84歲，匈牙利出生的美國神學家，心臟病發作。[78]
- 伍爾弗科特的摩爾男爵菲力浦·摩爾，88歲，英國女王伊莉莎白二世的私人秘書（1977-1986）。[79]
- 帕迪·奧漢隆，65歲，愛爾蘭政治家和大律師，在短暫生病後。[80]
- 里奧·普列托，88歲，菲律賓體育主管，PBA專員（1975-1982），中風。[81]
- 哈德利的斯林男爵戈登·斯林，79歲，英國法學家，癌症。[82]
- 邁克爾·斯特恩，98歲，美國記者和慈善家，無畏號海空博物館聯合創始人，胰腺癌。[83]
- 海雅辛·通古塔姆，62歲，澳大利亞政治家，心臟病發作。[84]
- 傑克·賴倫格勒，62歲，美國色情電影演員、作家和製片人，肺氣腫。[85]

### 8日
- Lennie Bennett，70歲，英國喜劇演員和遊戲節目主持人（Lucky Ladders），在短暫生病後。[86]
- 簡·布萊恩，90歲，美國女演員，長期患病。[87]
- 威拉德·富勒，93歲，美國信仰治療師。[88]
- Henri Meschonnic，76歲，法國詩人、語言學家、翻譯家和理論家。[89]
- 苗禮義，67歲，美國電視記者（WSMV，KCBS），心臟病發作。 [90]
- 彼得·莫拉夫斯基，32歲，波蘭登山者，登山事故。[91]
- 馬拉特·尼亞佐夫，75歲，土庫曼出生的蘇聯射擊運動員，奧運會銀牌得主（1960年）。[92]
- 讓·奧弗頓·富勒，94歲，英國作家和畫家。[93]
- 70歲的譚·帕頓是蘇格蘭音樂經理，也是Bay City Rollers的發言人，他懷疑心臟病發作。[94]
- 托裡·斯塔福德，8歲，加拿大謀殺案受害者，鈍挫傷。[95]
- 大衛·溫南斯，74歲，美國福音歌手，心臟病發作。[96]

### 9日
- 尼克·亞登哈特，22歲，美國棒球投手（阿納海姆洛杉磯天使隊），死於車禍。[97]
- 埃德加·布赫瓦爾德，92歲，瑞士奧運自行車運動員和銀牌得主。[98]
- 蘭迪·凱恩，63歲，美國歌手（The Delfonics）。[99]
- 邁克·凱西，60歲，美國大學籃球運動員（肯塔基野貓隊）（1967-1971），死於心臟病。[100]
- 科林·喬丹，85歲，英國政治家和新納粹活動家。[101]
- 蒲隆地反腐敗活動家歐內斯特·馬尼倫瓦被刺傷而死。[102]
- 沙克蒂·薩曼塔，83歲，印度電影導演和製片人，死於心臟驟停。[103]
- 戴爾·斯旺，61歲，美國角色演員，死於中風併發症。[104]

### 10日
- 理查·阿內爾，91歲，英國作曲家。[105]
- 約翰·斯普爾·布魯姆，91歲，美國牧場主和慈善家。[106]
- 理查·卡特賴特，95歲，英國聖公會主教，普利茅斯主教（1972-1982）。[107]
- 布萊克·錢斯勒，88歲，美國商人，布萊克洛塔伯格的創始人。[108]
- 黛博拉·迪格斯，59歲，美國詩人，顯然是跳樓自殺。[109]
- 弗蘭克·莫裡斯，85歲，加拿大足球運動員和高管，長期患病。[110]
- 瑙姆·奧列夫，70歲，俄羅斯作詞人。[111]
- 葉夫根尼·維斯尼克，86歲，俄羅斯演員，中風。[112]

### 11日
- 艾达·阿卜杜拉耶娃，86歲，亞塞拜然豎琴家。[113]
- 詹姆斯·威廉·布羅迪，88歲，紐西蘭地質學家、海洋學家和地球物理學家。[114]
- 米奇·卡法尼亞，65歲，美國政治家，加利福尼亞州波威市市長，腎癌併發症。[115]
- 西蒙·錢寧-威廉姆斯，63歲，英國電影製片人，癌症患者。[116]
- 阿爾伯特·契爾年科，74歲，俄羅斯哲學家，康斯坦丁·契爾年科的兒子。[117]
- 羅伯·迪克森，45歲，澳大利亞足球運動員，澳大利亞倖存者冠軍，車禍。[118]
- Gerda Gilboe，94歲，丹麥女演員。[119][120]
- 裘蒂思·克魯格，69歲，美國圖書管理員，禁書周創始人，胃癌。[121]
- 勒内·莫诺里，85歲，法國政治家，參議院議長（1992-1998）。[122]
- 蒂塔·穆尼奧斯，82歲，菲律賓女演員，長期患病。[123]
- Jimmy Neighbour，58歲，英國足球運動員（諾維奇城，托特納姆熱刺），心臟病發作。[124]
- 毗濕奴·普拉巴卡爾，97歲，印度作家，長期患病。[125]
- Johnny Roadhouse，88歲，英國薩克斯管演奏家。[126]
- 阿爾·羅森鮑姆，82歲，美國雕塑家，弗吉尼亞大屠殺博物館聯合創始人。[127]
- 科林·特拉多，81歲，西班牙小說家，心力衰竭。[128]
- Zeke Zarchy，93歲，美國搖擺音樂爵士小號手。[129]

### 12日
- 52歲的阿富汗女權活動家和政治家西塔拉·阿查克扎伊被槍殺。[130]
- 哈威爾·德·本戈切亞，89歲，西班牙詩人。[131]
- 丹尼·卡梅倫，85歲，加拿大政治家，新不倫瑞克省立法議會反對黨領袖（1991-1995）。[132]
- 瑪麗蓮·錢伯斯，56歲，美國色情電影女演員（《綠門背後》），色情舞者，政治家，心臟病。[133]
- 肯特·道格拉斯，73歲，加拿大冰球運動員（多倫多楓葉隊），癌症[134]
- 吉恩·漢德利，94歲，美國棒球運動員。[135]
- 邁克·基恩，69歲，英國足球運動員，短暫生病後。[136]
- Hans Kleppen，102歲，挪威跳臺滑雪運動員。[137]
- 柯比·萊恩，92歲，英國土木工程師。[138]
- 約翰·馬多克斯，83歲，英國科學作家，編輯（《自然》，1966-1973,1980-1995）。[139]
- 斯蒂芬·米納里克，49歲，美國政治家，紐約州共和黨委員會主席（2004-2006），心臟病發作。[140]
- 以法蓮·奧博特，72歲，奈及利亞羅馬天主教主教，自1977年起擔任伊達主教。[141]
- 佛蘭克林·羅斯蒙特，65歲，美國超現實主義詩人，勞工歷史學家，芝加哥超現實主義集團聯合創始人。[142]
- 伊芙·科索夫斯基·塞奇威克，58歲，美國作家和批判理論家，酷兒研究的先驅，乳腺癌。[143]
- 伊沙克·沙赫里亞爾，73歲，阿富汗出生的美國科學家和大使。[144]
- 德里克·韋勒，40歲，加拿大編輯和作家。[145]

### 13日
- 約翰·阿米蒂奇，88歲，澳大利亞政治家，國會議員（1961-1963，1969-1983）。[146]
- 比約恩·柏格，89歲，瑞典奧運游泳運動員。[147]
- 斯特凡·布萊希特，84歲，德國詩人，贝托尔特·布莱希特和海倫·魏格爾的兒子，長期患病。[148]
- 弗蘭克·科斯蒂根，78歲，澳大利亞律師和皇家專員，科斯蒂根委員會負責人。[149]
- 托尼·埃克斯坦，85歲，美國政治家和獸醫。[150]
- 馬克·菲德裡奇，54歲，美國棒球投手（底特律老虎隊），窒息而死。[151]
- 傑克·D·亨特，87歲，美國作家，癌症。[152]
- 哈裡·卡拉斯，73歲，美國體育節目主持人，心臟病發作。[153]
- 奧西·蘭伯特，82歲，澳大利亞板球運動員。[154]
- 安赫爾·米格爾，79歲，西班牙職業高爾夫球手。[155]
- 布魯斯·斯奈德，69歲，美式橄欖球教練，黑色素瘤。[156]
- 阿爾弗雷德·斯威夫特，77歲，南非奧運自行車運動員。[157]
- Teo Usuelli，78歲，義大利電影配樂作曲家。[158]
- 凱文·沃爾頓，90歲，英國阿爾伯特獎章獲得者。[159]
- 朱敏，83歲，中國教授，朱德之女。[160]

### 14日
- 理查·貝克，62歲，美國衝浪服裝主管（Ocean Pacific），癌症。[161]
- 莫裡斯·德魯恩，90歲，法國小說家，法蘭西學院院長，法國抵抗運動戰士。[162]
- 上坂冬子，78歲，日本歷史學家、作家和評論家，癌症患者。[163]
- 萊斯·凱特，89歲，美國體育解說員，自然原因。[164]
- 馬克斯·萊克，84歲，澳大利亞釀酒師，秋天。[165]
- 馬庫斯·洛恩，97歲，澳大利亞聖公會靈長類動物（1978-1982），悉尼大主教（1966-1982），短暫生病後。[166]
- 彼得·羅傑斯，95歲，英國電影製片人（Carry On系列）。[167]
- 羅伊斯·萊頓，84歲，英國劇作家。[168]

### 15日
- 埃德·布萊克，83歲，美國棒球運動員，長期患病。[169]
- 克萊門特·弗洛德，84歲，出生於德國的英國作家、廣播員和政治家，國會議員（1973-1987）。[170]
- 梅爾·哈蒙，82歲，美國體育節目主持人，肺炎。[171]
- Wisdom Siziba，28歲，辛巴威板球運動員，心力衰竭。[172]
- 拉斯洛·蒂薩，101歲，匈牙利出生的美國物理學家。[173]

### 16日
- 帕蒂·科斯特洛，61歲，美國十針投球手，胰腺癌。[174]
- 邁克爾·馬丁·德懷爾，24歲，愛爾蘭保安，被槍殺。[175]
- 薩爾·瓜里埃洛，90歲，美國政治家，在短暫生病後。[176]
- Tengiz Gudava，55歲，喬治亞出生的蘇聯持不同政見者和記者（RFE/RL）。[177]
- 蒂莫西·霍爾斯特，61歲，美國馬戲團團長，在短暫生病後。[178]
- 詹姆斯·休斯頓，75歲，美國作家，癌症。[179]
- 吉姆·蘭格，82歲，美國社論漫畫家（《奧克拉荷馬人報》），長期患病。[180]
- Svein Longva，65歲，挪威經濟學家，國家調解人（2005-2009）。[181]
- 蜜雪兒·蒙德塞特，92歲，法國羅馬天主教主教，格勒諾布爾輔理主教。[182]
- 阿卜杜勒·哈利姆·穆罕默德，99歲，蘇丹醫生，CAF主席（1968-1972），蘇丹主權委員會成員（1964-1965）。[183]
- 維克多·帕斯科夫，59歲，保加利亞作家，肺癌。[184]
- 愛德華多·羅薩-弗洛雷斯，49歲，匈牙利記者、作家、演員和士兵，被槍殺。[185]
- Saensak Muangsurin，58歲，泰國前WBC輕次中量級冠軍拳擊手（有史以來最快的職業冠軍），腸道併發症。[186]

### 17日
- 馬丁·加羅德，73歲，英國陸軍上將，皇家海軍陸戰隊司令（1987-1990）。[187]
- 瓦伊諾·哈卡拉寧，76歲，芬蘭奧運摔跤運動員。[188]
- 卡門·萊吉奧（Carmen Leggio），82歲，美國爵士男高音薩克斯管演奏家。[189]
- 米奇·米勒，86歲，美國政治家，威斯康星州議會議員（1971-1985），癌症。[190]
- 奧諾雷·德斯蒙德·沙勒，88歲，美國藝術家。[191]

### 18日
- 蒂薩·阿貝塞卡拉，69歲，斯裡蘭卡電影導演、編劇和演員，腦出血。[192]
- 伊馮·布爾日，87歲，法國政治家和殖民地行政長官，法屬赤道非洲總督。[193]
- Toi Aukuso Cain，50歲，薩摩亞政治家和殺人犯，肝癌。[194]
- 彼得·鄧尼斯，75歲，英國演員。[195]
- 喬治男爵愛德華·喬治，70歲，英國公職人員，英格蘭銀行行長（1993-2003），肺癌。[196]
- 弗農·馬龍，77歲，美國政治家，北卡羅來納州參議院議員（2003-2009），自然原因。[197]
- 比爾·歐頓，60歲，美國政治家，美國猶他州眾議院議員（1991-1997），ATV事故。[198]
- 斯蒂芬妮·派克，22歲，英國女演員（Belonging），顯然是上吊自殺。[199]
- 查理斯·皮布勒，72歲，美國廣告主管，進行性核上性麻痹。[200]
- 懷特勞·裡德，95歲，美國記者，肺和心力衰竭併發症。[201]
- 基里爾·瓦哈羅夫，21歲，保加利亞冰球守門員，國家隊成員（2006-2009），被刺傷。[202]
- 埃利亞斯·韋辛·韋辛，84歲，多明尼加政治家和將軍，心臟驟停。[203]

### 19日
- 希爾米斯·阿布納，69歲，伊拉克歷史學家。[204]
- J. G. Ballard，78歲，英國小說家，前列腺癌。[205]
- 道克·布蘭查德，84歲，美國大學橄欖球運動員（陸軍），海斯曼獎盃得主（1945年），肺炎。[206]
- Tilahun Gessesse，68歲，衣索比亞歌手。[207]
- 羅伯特·吉利斯，82歲，美式橄欖球教練。[208]
- 托尼·凱特，57歲，愛爾蘭政治家，癌症。[209]
- Božo Kos，77歲，斯洛維尼亞插畫家和漫畫家。[210]
- Kaimar-ud-Din bin Maidin，66歲，馬來西亞奧運運動員。[211]
- Tharon Musser，84歲，美國照明設計師，長期患病。[212]
- 迪基·羅賓遜，82歲，英國足球運動員（米德爾斯堡），長期患病。[213]
- 特雷爾·斯塔爾，82歲，美國政治家，喬治亞州參議院議員（1968-2006），心力衰竭。[214]

### 20日
- Beata Asimakopoulou，77歲，希臘女演員，癌症。[215]
- 湯瑪斯·希爾，81歲，美國演員。[216]
- 钱令希，92歲，中國物理學家、土木工程師，大連理工大學校長。[217]
- 佛朗哥·羅泰拉，42歲，義大利足球運動員，黑色素瘤。[218]

### 21日
- 伊克巴爾·巴諾，74歲，印度出生的巴基斯坦歌手，在短暫生病後。[219]
- 保羅·埃伯特，76歲，美國大學棒球和籃球運動員和外科醫生，心肌梗塞。[220]
- 羅賓·吉列特，83歲，英國倫敦市長（1976-1977）。[221]
- 傑克·鐘斯，96歲，英國工會領袖，國際旅老兵。[222]
- H. S. S. Lawrence，85歲，印度教育家。[223]
- 薇薇安·迈尔，83歲，美國街頭攝影師。[224]
- 詹姆斯·拜倫·莫蘭，78歲，美國法學家（美國伊利諾伊州北區地方法院），長期患病。[225]
- Santha Rama Rau，86歲，印度出生的美國作家，心臟驟停。[226]

### 22日
- 肯·安納金，94歲，英國電影導演（《最長的一天》《突出部之戰》），心臟病發作和中風併發症。[227]
- 傑克·卡迪夫，94歲，英國電影攝影師（《生死攸關》、《黑水仙》、《非洲女王》），自然原因。[228]
- 羅恩·卡什，59歲，美國棒球運動員。[229]
- 瑪麗蓮·庫珀，74歲，美國女演員，久病后。[230]
- 比爾·迪士尼，77歲，美國奧運銀牌得主（1960年）速度滑冰運動員，肺氣腫。[231]
- 鮑勃·哈姆，74歲，美國作家和卡津幽默作家，與癌症有關的併發症。[232]
- 大衛·凱勒曼，41歲，美國商人，自2008年起擔任房地美首席財務官，上吊自殺。[233]
- 喬治·C·羅林斯，87歲，美國政治家，弗吉尼亞州眾議院議員（1964-1969）。[234]
- 海因茨·施羅德，80歲，德國木偶師。[235]
- 達德利·桑頓，89歲，英國軍官。[236]
- Kim Weiskopf，62歲，美國電視作家，患有胰腺癌。[237]

### 23日
- 威廉·F·巴恩斯，91歲，美式橄欖球教練（UCLA），肺炎併發症。[238]
- 肯尼斯·保羅·布洛克，84歲，美國時尚插畫家。[239]
- 布萊恩·科比，79歲，英國商人，CBI主席。[240]
- 戈登·蓋爾，92歲，加拿大棍網球球員。[241]
- 林尚義，74歲，香港足球員兼資深足球評述員，人稱“阿叔”。家中病逝。[242][243]
- 伊萬·馬德雷，74歲，圭亞那板球運動員，高血壓。[244]
- 費利佩·索利斯·奧爾金，64歲，墨西哥考古學家，國家人類學博物館館長，死於心臟驟停。[245]

### 24日
- 歐文·柴斯，83歲，美國商人，紐約娃娃醫院的老闆，長期患病。[246]
- 蒂姆·庫里，70歲，美國律師，德克薩斯州塔蘭特縣地方檢察官（1972-2009），肺癌。[247]
- 瑪格麗特·蓋林，84歲，英國地名學家。[248]
- Bo Leuf，56歲，瑞典科技作家。
- 約翰·蜜雪兒，76歲，英國作家，癌症。[249]
- 西斯托·帕拉韋奇諾，94歲，阿根廷詩人和音樂家。[250]
- 邁克爾·帕森斯，48歲，澳大利亞足球運動員，腦瘤。[251]
- 奧維爾·霍華德·菲力浦斯，85歲，加拿大政治家，加拿大參議院議員（1963-1999），中風。[252]
- 弗朗西斯科·索布恰克，69歲，波蘭奧運擊劍運動員。[253]
- 蒂莫西·賴特，61歲，美國牧師和福音歌手，車禍。[254]

### 25日
- Bea Arthur，86歲，美國艾美獎和托尼獎獲獎女演員（Maude，The Golden Girls，Mame），死於癌症。[255]
- 亞米爾·查德，88歲，黎巴嫩出生的波多黎各運動隊老闆和經理。[256]
- 哈桑·哈索特，84歲，埃及出生的美國醫生和跨信仰活動家。[257]
- 赫爾曼·馬丁尼茲·伊達爾戈，79歲，墨西哥科學家。[258]
- 約翰·瑪律基，87歲，美國政治家，紐約州參議院議員（1957-2006），死於肺炎併發症。[259]
- 威廉·施密特，83歲，美國作曲家。[260]

### 26日
- 陳揚（本名陳專田），72歲，臺灣早期臺語片演員，死於心肌梗塞。[261]
- 詹姆斯·阿迪，69歲，迦納運動員。[262]
- 薩拉莫·阿魯什，86歲，希臘出生的以色列拳擊手和大屠殺倖存者。[263]
- 艾伦·布里斯托，84歲，英國商人。[264]
- 漢斯·霍爾澤，89歲，奧地利出生的美國超自然現象調查員和作家，長期患病。[265]
- 蓋爾·霍維格，64歲，挪威電臺主持人，短暫生病後。[266]
- 丹尼·克拉迪斯，92歲，美國賽車手。[267]
- Levan Mikeladze，52歲，喬治亞外交官和政治家，心臟病發作。[268]
- 萊索托政治家多米尼克·莫蒂科被槍殺。[269]
- 第三代聖大衛斯子爵科爾溫·菲力浦斯，70歲，英國貴族和政治家。[270]
- 普普克·羅巴蒂，84歲，庫克群島政治家和醫生，總理（1987-1989）。[271]
- 佩雷斯·扎戈林，88歲，美國歷史學家。[272]

### 27日
- 厄尼·巴恩斯，70歲，美國新風格主義藝術家和足球運動員，在短暫生病後死亡。[273]
- 約翰·克裡斯波，75歲，加拿大經濟學家和教育家，死於前列腺癌。[274]
- 湯姆·戴茨，57歲，美國科幻小說作家，死於心臟衰竭。[275]
- 米羅斯拉夫·菲力浦，80歲，捷克棋手。[276]
- 弗蘭克·甘斯，70歲，美式橄欖球教練（堪薩斯城酋長隊），死於膝關節置換手術併發症。[277]
- Glen Gondrezick，53歲，美國籃球運動員，死於心臟移植后併發症。[278]
- Feroz Khan，69歲，印度演員，死於癌症。[279]
- 弗蘭基·曼寧，94歲，美國舞蹈家和編舞家，死於肺炎。[280]
- 埃德溫·麥克萊倫，83歲，英國日本學家。[281]
- 葉夫根尼婭·米羅什尼琴科，77歲，烏克蘭歌劇和室內樂歌手。[282]
- Karl Mullen，82歲，愛爾蘭橄欖球聯盟球員。[283]
- 格雷格·佩奇，50歲，美國拳擊手，死於腦損傷併發症。[284]
- 帕拉盧曼，85歲，菲律賓女演員。[285]
- 羅伯利·雷克斯，107歲，美國第一次世界大戰時期的老兵。[286]
- Woo Seung-yeon，25歲，韓國女演員和模特，上吊自殺。[287]

### 28日
- 比爾·貝利，75歲，英國衝浪運動員。[288]
- 洛塔·德爾加多，90歲，菲律賓女演員。[289]
- U. A. Fanthorpe，79歲，英國詩人。[290]
- 弗里茨·戈迪克，89歲，德國足球運動員和經理。[291]
- Vern Gosdin，74歲，美國鄉村音樂歌手，死於中風併發症。[292]
- 葉卡捷琳娜·馬克西莫娃，70歲，俄羅斯芭蕾舞演員。[293]
- Steinar Lem，57歲，挪威環保主義者和反消費主義活動家，死於癌症。[294]
- 理查·普拉特，74歲，澳大利亞商人，前列腺癌。[295]
- 瓦萊里婭·彼得·普雷德斯庫，62歲，羅馬尼亞歌手，死於心臟病發。[296]
- 泰德·雷諾茲，84歲，加拿大體育節目主持人（CBC電視台）。[297]
- 巴迪·羅斯，56歲，美國職業摔跤手。[298]
- 布魯諾·斯科拉裡，48歲，義大利奧運馬術運動員。[299]
- 皮爾斯·懷斯，81歲，愛爾蘭政治家。[300]

### 29日
- Günther Bahr，87歲，德國空軍戰鬥機飛行員。[301]
- 傑克·洛爾克，85歲，美國棒球運動員，死於中風。[302]
- 湯姆·麥格拉思，68歲，英國詩人和劇作家，肝癌。[303]
- 威廉·A·普萊斯，94歲，美國記者。[304]
- Charles L. Young，Sr.，77歲，美國政治家，密西西比州眾議院議員，死於心臟病發。[305]

### 30日
- Amparo Arozamena，92歲，墨西哥女演員，死於心臟病發。[306]
- 馬克西姆·德拉法萊斯，86歲，英國模特，社交名流，時裝設計師，烹飪書作家和美食家，死於自然。[307]
- 哈羅德·費舍爾，83歲，美國空軍軍官，朝鮮戰爭戰鬥機王牌，並注意到戰俘，死於手術併發症。[308]
- 馬婁裡·霍恩，84歲，美國政治家，佛羅里達州眾議院議員，佛羅里達州參議院議長，死於肺癌。[309]
- 莫裡斯·琳賽，90歲，英國詩人和廣播員。[310]
- 麦考伊·麦克莱默，67岁，美国NBA联盟的前职业篮球运动员。死於癌症。[311]
- Henk Nijdam，73歲，荷蘭公路自行車賽車手，田徑追逐世界冠軍（1962年）。[312]
- Venetia Phair，90歲，英國教師，命名冥王星。[313]
- 大衛·皮考，85歲，巴西羅馬天主教主教，桑托斯主教（1996-2000）。[314]
- 羅恩·理查茲，80歲，英國唱片製作人。[315]
- Raymond J. Saulnier，100歲，美國經濟學家。[316]